# Башкирски въстания
Башкирските въстания са поредица от въоръжени бунтове на башкирския народ през XVII – XVIII век срещу руската колонизация.
Характерът, целите, идеите и движещите сили на въстанията получават различно тълкуване в историографията. Някои историци ги възприемат като проявление на социални и класови противоречия, като подчертават водещата роля на социалната класа на башкирския етнос, и смятат, че това е „въоръжен протест на трудещите се маси срещу феодалното и национално потисничество“ (Ирек Акманов, Абубакир Усманов). Други изхождат от идеята за спецификата на отношенията между Русия и Башкортостан като етнополитически системи на различно цивилизационно ниво и определят характера на руското присъствие в Башкортостан като експанзионистично, и интерпретират присъединяването на Башкиртостан към Русия като завоевание. При башкирските въстания се признава ръководството на социалните водачи, идеята за отказ от руско гражданство, техния национален характер с признаци на преднационално движение и тенденцията за създаване на собствена държавност (Алтън Донъли, Раил Кузеев, Роже Портал, Николай Устюгов).

## Причини
Основната причина се корени в страховете на башкирите да не загубят патримониалните си права върху земите си, както и нарушаването на други условия при присъединяването на Башкортостан към Русия. Башкирите се застъпват за запазване на системата на местно самоуправление в Башкортостан и изразяват недоволство от увеличаването на данъците, злоупотребите на длъжностните лица по време на събирането им; стремят се към защита на културните и религиозните си традиции и ежедневен бит от опитите за християнизация. Причини за въстанията често са и последствията от предишни въстания (наказателни експедиции, изгаряне на цели села, грабежи и изземване на земя и др.).

## Въстание от 1662 – 1664 г.
- Водачи: Азнагул Урускулов, Бекжан Токтамишев, Гаур Акбулатов, Сари Мерген, Урасланбек Бакин и др.
- Причини: неспазване на условията за присъединяване на Башкортостан към Русия.
- Територия: Верхотурски уезд (Катайски острог, Невянски и Далматовски Успенски манастири, Ощепкова крепост, Кунгур, Степановски острог, селищата Ирбит и Каргин, Воздвиженската пустинна земя и др.), Тоболски уезд (селищата Мурзинска и Беляковска, Мехонски острог), Мензелинск, Уфа и др.
- Командващи правителствените войски: Д. Полуектов, И. М. Павлов, И. Блудов, У. Снитер, Ф. Ф. Волконски, В. Бланк и др.

- Резултат: В края на 1663 г. и началото на 1664 г. са проведени преговори между башкирите от Ногайския път и царските власти, а посланиците Актай Досмухаметов и Динмухамет Юлаев, които са изпратени в Москва, са приети от цар Алексей Михайлович и получават жална грамота, удовлетворяваща изискванията на бунтовниците. През есента на 1664 г. башкирите от Казанския път изпращат свои посланици да преговарят с уфимския войвода и спират въстанието. През зимата на 1665 г. башкирите от Сибирския път подписват договор с тоболския войвода. Царското правителство изпълнява основните изисквания на бунтовниците (официално потвърждава наследственото право на башкирите върху земята, обещава да спре злоупотребите при събирането на данъци и др.).

## Въстание от 1681 – 1684 г.
- Водачи: Сейт Ягафаров, Кучук Юлаев и др.
- Причини: нарушаване на наследствените права на башкирите, произвол на администрацията на Уфинския уезд, увеличаване на данъците, опити за насилствена християнизация на мюсюлмани и др.
- Територия: Ногайски, Казански, Сибирски и Осински път (Уфа, Мензелинск, Самара, Кунгур и др.)
- Командващи правителствените войски: А. М. Коркодинов, Д. А. Барятински, Ю. С. Урусов, Н. И. Акинфов, В. И. Лопатин и др.
- Резултат: Царското правителство обявява отмяна на политиката на християнизация на мюсюлманите, официално осъжда политиката на отнемане на башкирски имоти, изпълнява изискванията на башкирите да се спазват условията, приети при присъединяването им към Русия.

## Въстание от 1704 – 1711 г.
- Водачи: Алдар Исингилдин, Дюмей Ишкеев, Кусюм Тюлекеев, Иман, Мурат, Уракай Юлдашбаев, Хази Аккускаров и др.
- Причини: възобновяване и засилване на политиката за отнемане на башкирски имоти, увеличени данъци и мита, опити за християнизация и произвол на уфимската администрация.
- Територия: Ногайски, Казански, Сибирски и Осински път (Уфа, Мензелинск, Самара, Кунгур и др.)
- Командващи правителствените войски: Александър Сергеев, Пьотър Ховански, Л. Парфентиев и др.
- Резултат: Наследственото право на башкирите върху земята отново е потвърдено, а насилието от страна на казанската и уфаската администрация е осъдено.

## Въстания от 1735 – 1740 г.

### Въстание от 1735 – 1736 г.
- Водачи: Килмяк Нурушев, Акай Кусюмов, Юсуп Ариков, Тюлкучура Алдагулов, Баюрас Енурусов и др.
- Причини: нарушаване на наследствените права върху земята и системата на местно самоуправление на Башкортостан и др.
- Територия: Ногайски, Казански, Сибирски и Осински път.
- Командващи правителствените войски: Александър Румянцев, Иван Кирилович Кирилов, Леонтий Соймонов, И. Тевкелев, Василий Татишчев, Василий Урусов, Б. Л. Останков, П. Мартаков, М. С. Хрушчев и др.
- Резултат: Отрядът на А. Тевкелев изгаря повече от 50 аула (Сеянтус и др.), 2000 души са убити. Правителствените укази от 11 февруари и 16 февруари 1736 г. имат за цел да установят контрол над системата на местно самоуправление в Башкирия и провъзгласяват курс към най-тежко потушаване на въстанието. От края на март 1736 г. отрядите на И. К. Кирилов изгарят 200 села и главната Азиевска джамия на Башкирия.[1] Според непотвърдени сведения, бунтовниците губят повече от 15 хиляди души. В началото на 1737 г. всички по-известни водачи на башкирските въстаници са арестувани.

### Въстание от 1737 – 1738 г.
- Водачи: Бепеня Торопбердин, Кусяп Султангулов, Рисай Игембетов, Мандар Карабаев, Сеитбай Алкалин, Тюлкучура Алдагулов и др.
- Причини: жестокото потушаване на въстанието през 1735 – 1736 г., суровите присъди на водачите му и др.
- Територия: Ногайски, Казански, Сибирски и Осински път.
- Командващи правителствените войски: Леонтий Соймонов, И. Тевкелев, Василий Татишчев, Василий Урусов, И. С. Арсениев, Люткин и др.
- Резултат: Правителствените сили на Л. Я. Соймонов през лятото и есента на 1737 г. опустошават и изгарят над 30 села. Около 900 души са убити.

### Въстание от 1739 – 1740 г.
- Водачи: Карасакал (Султан-Гирей), Аланзиангул Кутлугузин, Мандар Карабаев, Султан Арасланбеков, Тилевкей Улатемиров, Булат Зиликеев, Кузяш Рахмангулов, Мендияр Аркаев, Шиганай Бурчаков и др.
- Причини: Започналото през 1739 г. преброяване на населението на Башкортостан и др.
- Командващи правителствените войски: Я. Павлуцки, Язиков и др.
- Резултат: През юни – септември 1740 г. са възстановени 5 села, дарени са над 1 хил. говеда. Загубите на бунтовниците през 1739 – 1740 г. възлизат на повече от 16 хиляди души.

Като цяло, по време на въстанията през 1735 – 1740 г. над 40 хиляди башкири са убити, екзекутирани или изпратени на каторга (според В. Н. Татишчев около 60 хиляди). 

## Въстание от 1755 – 1756 г.
- Водачи: Джилан Иткул, Худайберд-мулла, Аликаш Суюндуков, Бикубулат Аркаев, Исмагил Айткулов, Кучукбай, Акбаш Андрюшев, Мустай Теребердин, Чурагул Минлибаев и др.
- Причини: конфискуването на наследствени земи на башкирите, произвола на администрацията на Оренбургската губерния, увеличаване на данъците, опити за насилствено християнизиране на мюсюлмани и др.
- Територия: Осински, Ногайски и Сибирски път.
- Командващи правителствените войски: Иван Неплюев, Иван Тевкелев, Исаков, Бахмутов и др.
- Резултат: Много башкирски селища са опустошени и изгорени, хиляди бунтовници загиват. Повечето от бунтовниците са изпратени на служба като войници и моряци, а някои са заточени в крепостта Рогорвик. Царското правителство връща правото на башкирите да отправят петиции директно до императора, забранява неразрешеното отнемане на башкирски земи и изоставя плановете за насилствена християнизация.[3]

## Въстание от 1773 – 1775 г.
- Водачи: Емелян Пугачов, Иван Зарубин, Кинзя Арсланов, Базаргул Юнаев, Каранай Муратов, Салават Юлаев, Каскин Самаров, Юлай Азналин, Юламан Кушаев, Баим Кидраев и др.
- Причини: засилване на феодалното потисничество, колонизацията на Башкортостан и др.
- Територия: Средна и Долна Волга, Южен Урал и Западен Сибир.
- Командващи правителствените войски: З. Г. Чернишев, Г. А. Потьомкин, Ф. Ю. Фрейман, Василий Кар, Александър Бибиков, Пьотър Панин, Иван Михелсон, Ф. Ф. Щербатов, П. М. Голицин и др.
- Резултат: В хода на въстанието загиват десетки хиляди души и е нанесена значителна вреда на икономиката на Оренбургската, Сибирската и други губернии. [4]

### На руски език
- Акманов И. Г. Башкирские восстания XVII – XVIII вв. – феномен в истории народов Евразии. – Уфа: Китап, 2016. – 376 с. – ISBN 978-5-295-06448-7.
- Акманов И. Г. Челобитная башкир Уфимской провинции на имя императрицы России.// Статья в ж. „Ватандаш“
- Амантаев Ирек. Взаимоотношения власти и башкир в документах первой трети XVIII века.// Статья в ж. „Ватандаш“, 2013, № 11.
- Ахметзаки Валиди Тоган. История башкир / Перевод с турецк. А. М. Юлдашбаева; авт. вступ. статей А. М. Юлдашбаев, И. Тоган. – Уфа: Китап, 2010. – 352 с. – ISBN 978-5-295-05000-8.
- Военная история башкир: энциклопедия / гл. ред. А. З. Асфандияров. – Уфа: Башкирская энциклопедия, 2013. – 432 с. – ISBN 978-5-4466-0040-3.
- Доннелли А. С. Завоевание Башкирии Россией. Перевод с английского Л. Р. Бикбаевой. – Уфа: Башкортостан, 1995. – 287 с.
- Еникеев 3. И., Еникеев А. 3. История государства и права Башкортостана. – Уфа: Китап, 2007. – 432 с. – ISBN 978-5-295-04258-4.
- История башкирского народа: в 7 т./ гл. ред. М. М. Кульшарипов. – Уфа: Гилем, 2011. – Т. III. – 476 с. – ISBN 978-5-7501-1301-9.
- История Башкортостана с древнейших времен до наших дней: В 2 т.: Т. 1. История Башкортостана с древнейших времен до конца XIX в. / И. Г. Акманов, Н. М. Кулбахтин, Асфандияров А. 3.|А. З. Асфандияров, и др.; Под ред. И. Г. Акманова. – Уфа: Китап, 2004. – 488 с.
- Булыгин И. А., Демидова Н. Ф. Башкирские восстания 17 – 18 вв. //Большая советская энциклопедия.
- Таймасов С. У. Башкирско-казахские отношения в XVIII веке. – М.: Наука, 2009. – 344 с. – ISBN 978-5-02-037567-3.
- Таймасов С. У. Восстание 1773 – 1774 гг. в Башкортостане. – Уфа: Башкирское издательство „Китап“, 2000. – 376 с.
- Устюгов H. В. Башкирское восстание. 1737 – 1739 гг. – М.-Л.: Издательство Академии Наук СССР, 1950. – 154 с. – 2000 экз.